# Исланд на Летњим олимпијским играма 2024.
Исланд је учествовао на Летњим олимпијским играма 2024. у Паризу од 26. јула до 11. августа 2024. Ово је још једно у низу учешће нације на сваком издању летњих олимпијских игара од званичног дебија 1912. године, осим у четири наврата као резултат светске Велике депресије (1920. до 1932.).

## Учесници по спортовима
| Спорт      | Мушкарци | Жене | Укупно |
| ---------- | -------- | ---- | ------ |
| Атлетика   | 0        | 1    | 1      |
| Пливање    | 1        | 1    | 2      |
| Стрељаштво | 1        | 0    | 1      |
| Триатлон   | 0        | 1    | 1      |
| 4 спорта   | 2        | 3    | 5      |

## Атлетика
| Атлетичарка            | Дисциплина          | Квалификације | Квалификације | Финале   | Финале  |
| Атлетичарка            | Дисциплина          | Резултат      | Пласман       | Резултат | Пласман |
| ---------------------- | ------------------- | ------------- | ------------- | -------- | ------- |
| Ерна Солеи Гунарсдотир | Женско бацање кугле |               |               |          |         |

## Пливање
| Пливач(ица)                | Дисциплина            | Група   | Група   | Полуфинале       | Полуфинале       | Финале           | Финале           |
| Пливач(ица)                | Дисциплина            | Време   | Пласман | Време            | Пласман          | Време            | Пласман          |
| -------------------------- | --------------------- | ------- | ------- | ---------------- | ---------------- | ---------------- | ---------------- |
| Антон Свејн Маки           | Мушкарци, 100 м прсно | 1:00.62 | 25      | Није се пласирао | Није се пласирао | Није се пласирао | Није се пласирао |
| Антон Свејн Маки           | Мушкарци 200 м прсно  | 2:10.36 | 9 П     | 2:10.42          | 15               | Није се пласирао | Није се пласирао |
| Снаефриур Сол Јорунардотир | Жене, 100 м слободно  | 54.85   | 19      | Није се пласирао | Није се пласирао | Није се пласирао | Није се пласирао |
| Снаефриур Сол Јорунардотир | Жене, 200 м слободно  | 1:58.32 | 15 П    | 1:58,78          | 15               | Није се пласирао | Није се пласирао |

## Стрељаштво
| Стрелац         | Дисциплина | Квалификације | Квалификације | Финале   | Финале  |
| Стрелац         | Дисциплина | Резултат      | Пласман       | Резултат | Пласман |
| --------------- | ---------- | ------------- | ------------- | -------- | ------- |
| Хакон Сваварсон | Мушки скит |               |               |          |         |

## Триатлон
| Спортиста      | Дисцпилина |                  |       |                |       |                  |         | Пласман |
| Спортиста      | Дисцпилина | Пливање (1.5 км) | Време | Бицикл (40 км) | Време | Трчичање (10 км) | Укупно  | Пласман |
| -------------- | ---------- | ---------------- | ----- | -------------- | ----- | ---------------- | ------- | ------- |
| Еда Ханесдотир | Женска     | 24:49            | 0:59  | 1:03:25        | 0:38  | 40:55            | 2:10:46 | 51      |